# Euopius aulonotoides
Euopius aulonotoides är en stekelart som beskrevs av Fischer 1979. Euopius aulonotoides ingår i släktet Euopius och familjen bracksteklar. Inga underarter finns listade i Catalogue of Life.